# Кручене озеро
Кру́чене О́зеро — ландшафтний заказник загальнодержавного значення в Україні. Розташований у межах Камінь-Каширського району Волинської області, на схід від села Троянівка і на північний захід від села Череваха. 
Площа 75,9 га. Створений згідно з Указом Президента України від 10 грудня 1994 року № 750/94. Перебуває у користування ДП «Городоцьке ЛГ», Троянівське л-во, кв. 28, вид. 20-23, 33, кв. 29, вид. 1, 5-8, 13, 18, 20, 21. 
Під охороною — природний комплекс, в який входить лісове замулене озеро (Кручене озеро), що переходить у болото, покрите низькорослою сосною, а також лісові ділянки (сосново-березові з домішкою дуба віком до 90 років). Зростають: вовчі ягоди пахучі, верба чорнична — види, занесені до Червоної книги України.
Фауна озера бідна, риба через специфічний склад води практично відсутня, трапляються плазуни - вуж звичайний, болотна черепаха європейська. Трапляється дятел трипалий занесений до Червоної книги України та додатку 2 Бернської конвенції.

## Галерея

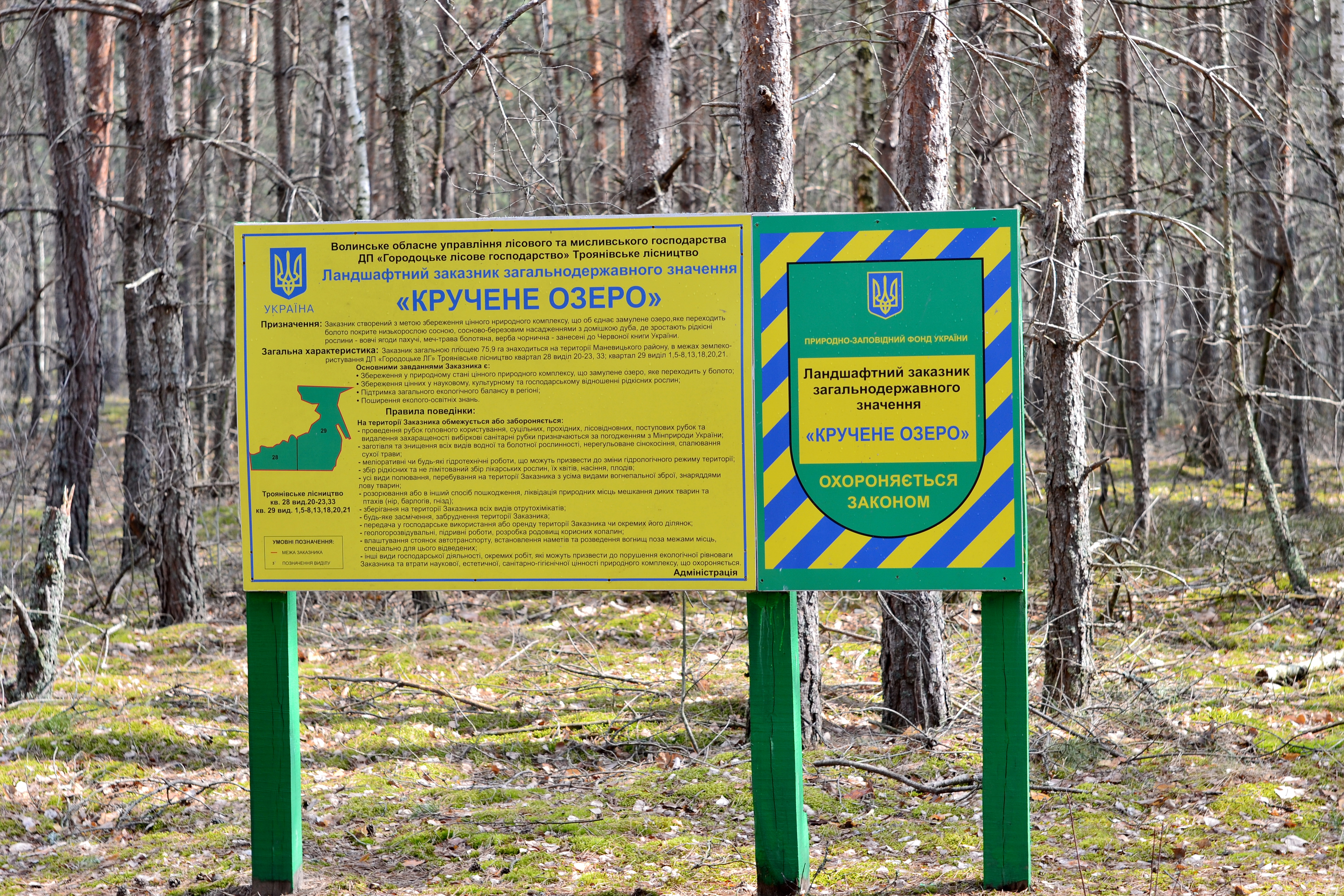
Інформаційна та охоронна дошки
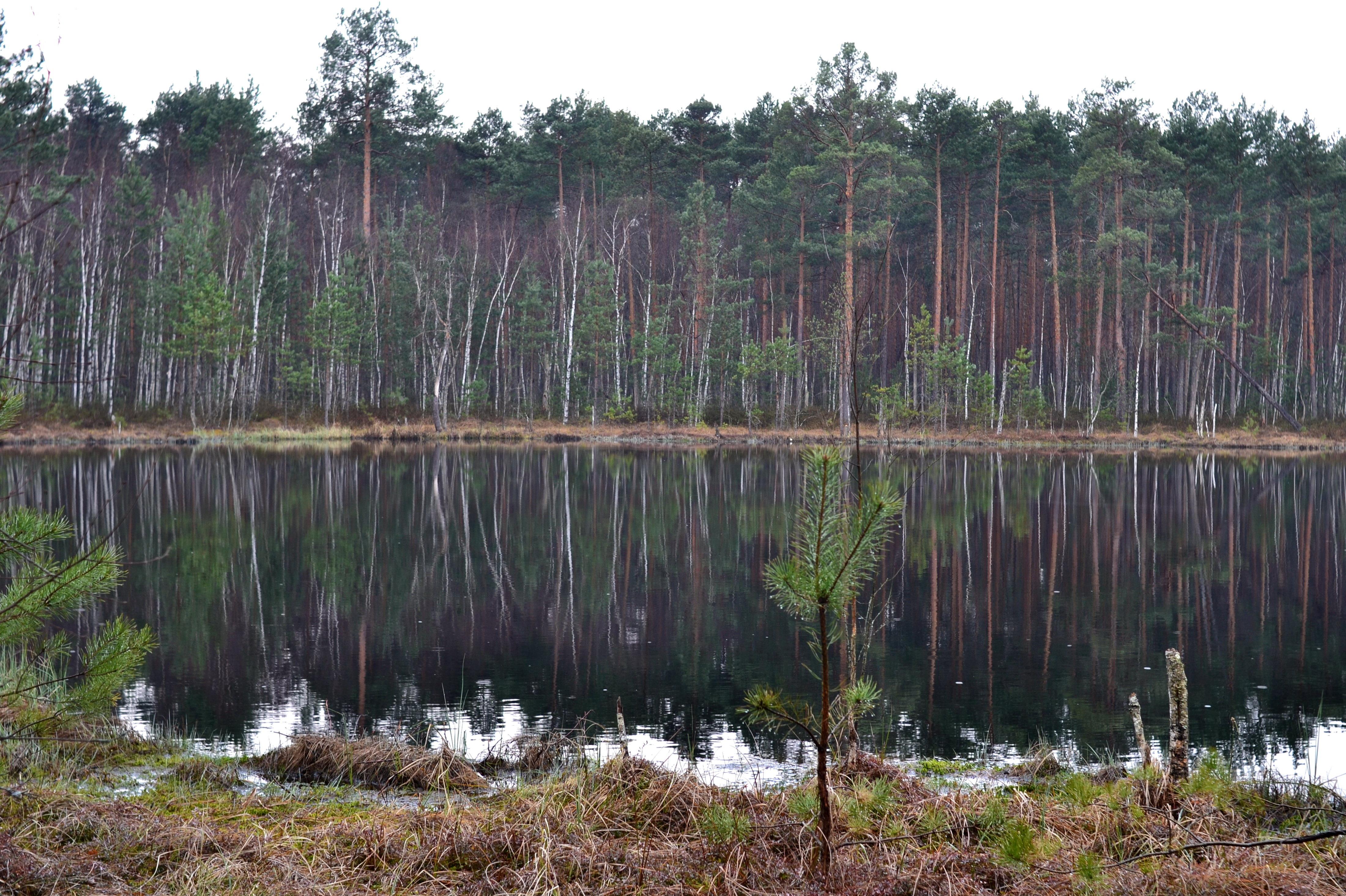
Вигляд з північного берега озера
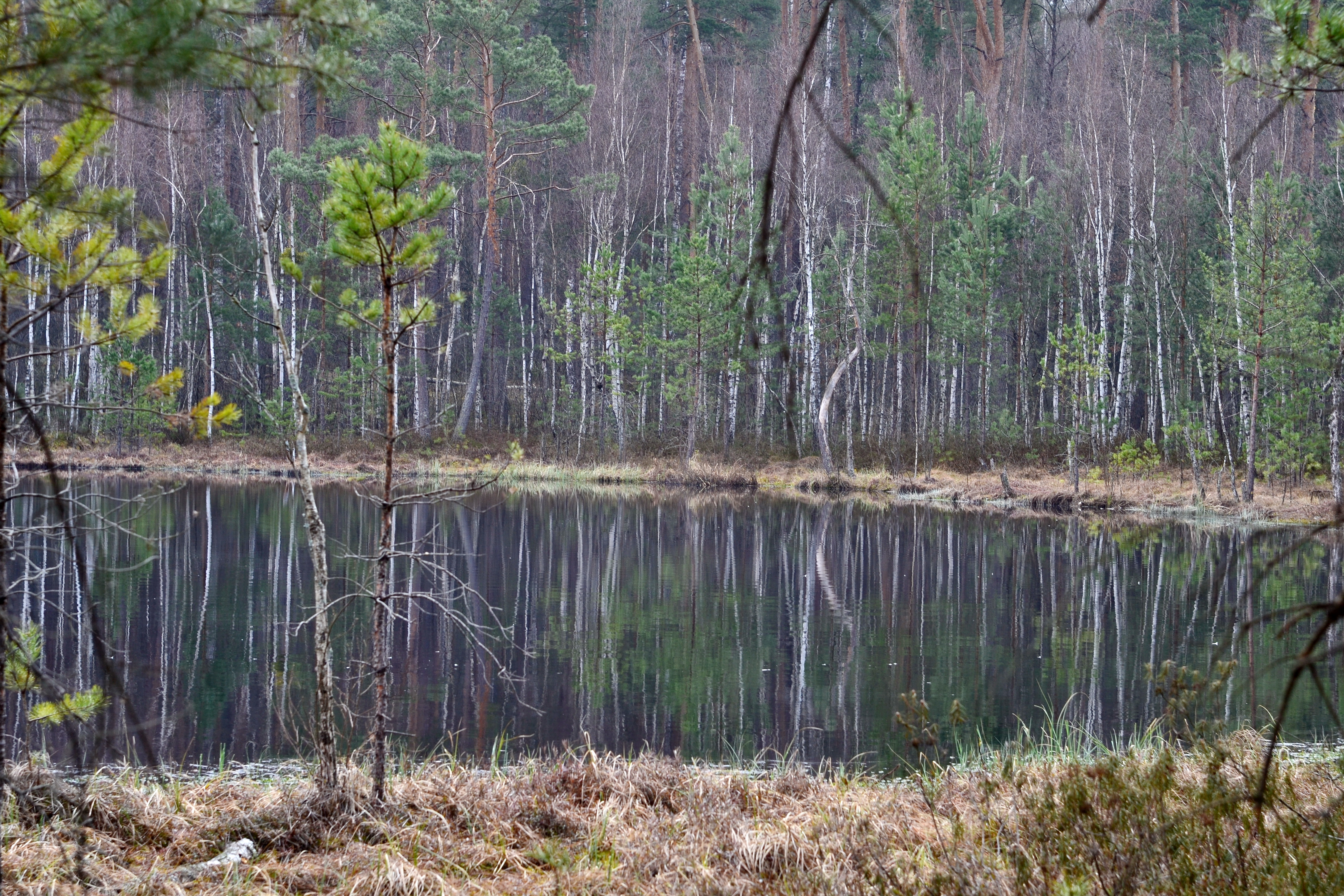
Вигляд зі східного берега озера
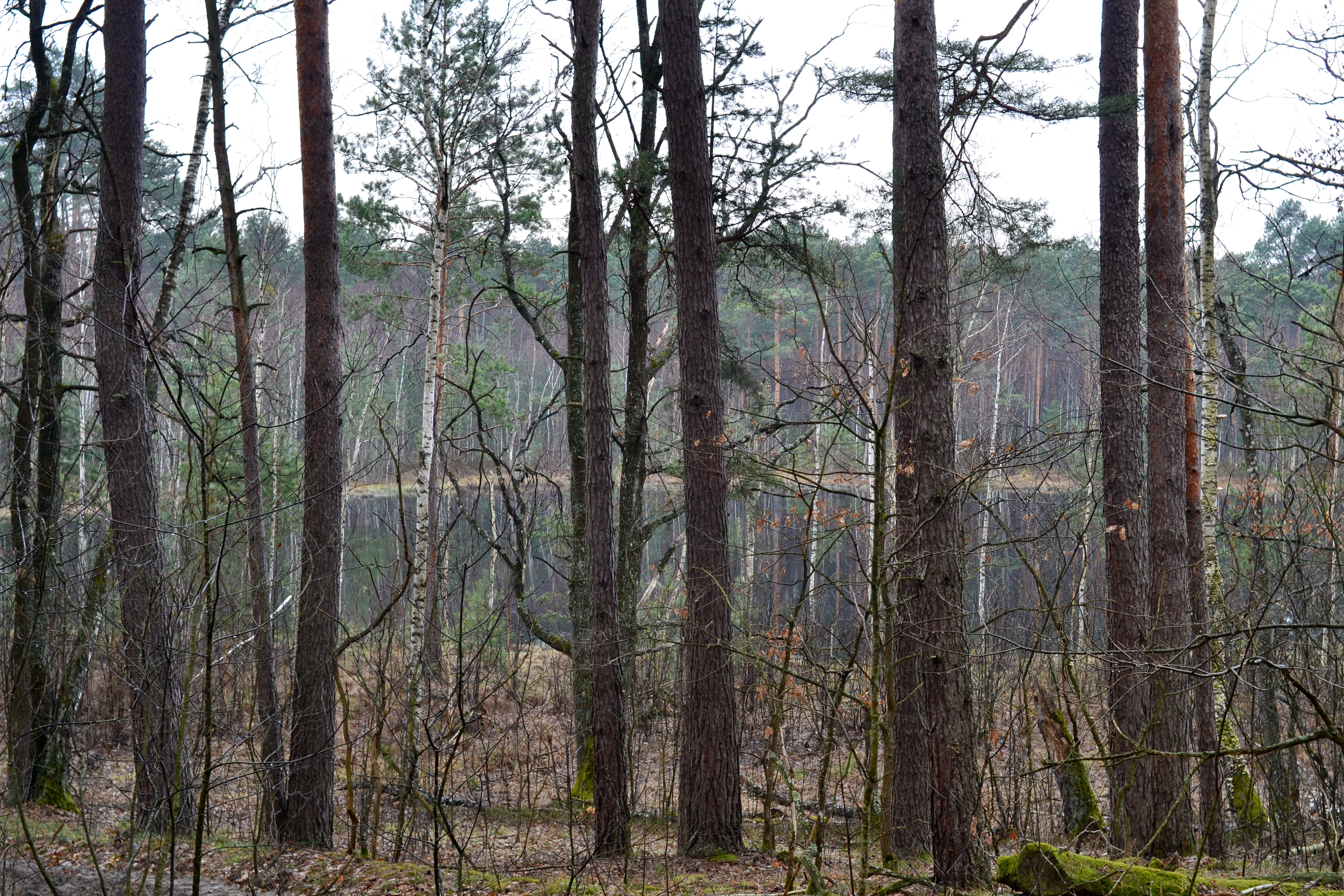
Вигляд з північного берега озера
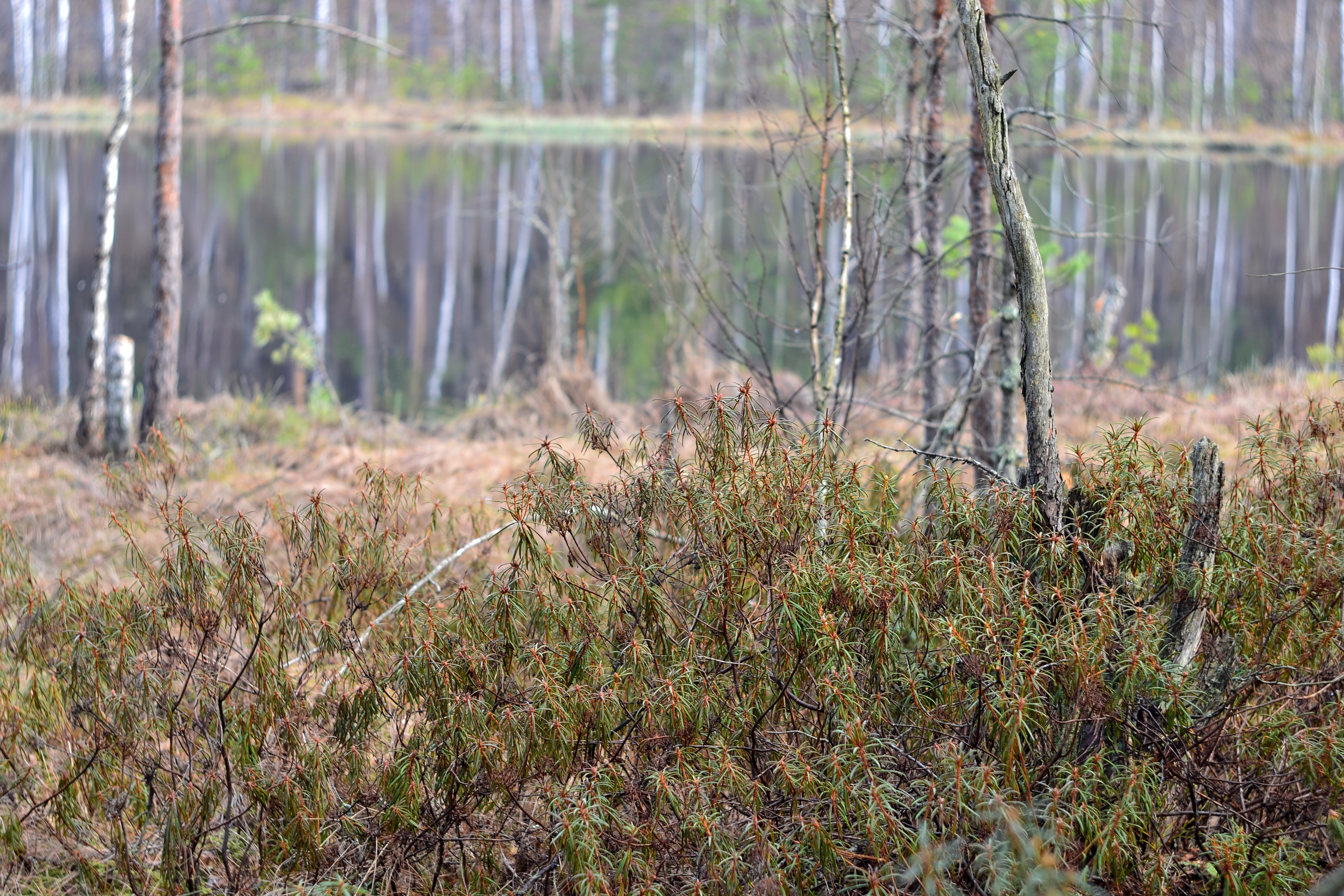
Багно звичайне у квітні